# الدوري اليوناني 2012–13
الدوري اليوناني لكرة القدم 2012-13 (باليونانية: Σούπερ Λίγκα 2012–13)‏ هو الموسم 54، و77 من  الدوري اليوناني لكرة القدم. أقيم خلال الفترة 25 أغسطس 2012 وحتى 21 أبريل 2013، والذي يشرف على تنظيمه الاتحاد الإغريقي لكرة القدم، وكان عدد الأندية المشاركة فيه  16، وفاز فيه نادي أولمبياكوس.